# Jehan Sadat
Jehan Sadat (in arabo  جيهان السادات‎?, Jīhān al-Sādāt, (Il Cairo, 29 agosto 1933 – 9 luglio 2021) è stata un'attivista egiziana.
Moglie di Anwar Sadat (il suo cognome da nubile era Raouf), fu first lady d'Egitto dal 1970 sino all'assassinio del marito nel 1981.

## Biografia
Di origini britanniche, Jehan (Jihan) Sadat ha conosciuto il futuro marito il giorno del suo quindicesimo compleanno, e l'ha sposato un anno dopo, il 29 maggio 1949. Dalla loro unione sono nati quattro figli: Lubna Anwar al-Sadat, Noha Anwar al-Sadat, Gamal Anwar al-Sadat e Jehan Anwar al-Sadat.
Jehan Sadat ha giocato un ruolo fondamentale nella riforma delle leggi sui diritti civili in Egitto durante la fine degli anni settanta. Spesso chiamato "Le leggi di Jehan", il nuovo statuto proposto dalla first lady, concesse alle donne una serie di nuovi diritti, compresi quelli per gli alimenti e la custodia dei figli in caso di divorzio.
Nel 1967 è stata la fondatrice del centro di riabilitazione al-Wafāʾ wa amal (Fede e speranza) destinato ai veterani di guerra ed ai bambini menomati. Infine è stata una delle principali sostenitrici nella formazione di Talla Society, una cooperativa nella regione del Delta del Nilo che aiuta le donne del luogo a diventare autosufficienti.
Ha guidato la delegazione egiziana alle conferenze internazionali delle donne organizzate delle Nazioni Unite a Città del Messico e Copenaghen.
Nel 1993 ha ricevuto il Community of Christ International Peace Award e nel 2001 il Premio Pearl S. Buck.